# Félix Candela Outeriño
Félix Candela Outeriño (Madrid, 27 de gener de 1910 - Durham, Carolina del Nord, EUA, 7 de desembre de 1997), fou un arquitecte espanyol, famós per la creació d'estructures basades en l'ús extensiu del paraboloide hiperbòlic.

## Biografia
El 1927 ingressà a l'Escola Tècnica Superior d'Arquitectura de Madrid de la Universitat Politècnica de Madrid, acabant els seus estudis el 1935. Continuà els seus estudis a la Real Academia de Bellas Artes de San Fernando, junt amb Eduardo Robles Piquer i Fernando Ramírez de Dampierre. Per aquella època va conèixer a Eduardo Torroja i les seues tècniques d'ús de cobertes de formigó. Per la seva tesi doctoral va rebre una beca de l'Acadèmia el 1936 per ampliar estudis a Alemanya, però l'esclat de la Guerra Civil Espanyola li ho va impedir.
Formà part de l'Exèrcit Popular de la República com a capità d'enginyers. Després de passar pel camp de concentració de Perpinyà, decidí exiliar-se a Mèxic. Allà va casar-se amb la seva primera esposa, Elàdia Martin.
El 1941 va adquirir la ciutadania mexicana. A Acapulco començà la seva verdadera carrera com arquitecte amb el disseny d'algunes cases i hotels.
El 1950 va fundar amb els també arquitectes i germans Fernando Fernández Rangel i Raúl Fernández Rangel l'empresa constructora Cubiertas Ala. El 1953 va rebre una càtedra a la Facultat d'Arquitectura de la Universidad Nacional Autónoma de México (UNAM). També aqueix any ixen de l'empresa els gremans Fernández Range, quedant sols el seu germà Antonio.
L'empresa perdurarà fins al 1976, encara que ell acabà abandonant-la el 1969. Durant aquest temps Cubiertas Ala va elaborar 1439 projectes, dels quals se'n dugueren a terme 896. La majoria foren de tipus industrial. També utilitzaren amb profusió el paraboloide hiperbòlic. El punt culminant de l'empresa és l'edificació del Palau dels Esports per a l'Olimpíada de Mèxic de 1968.
Presideix de 1961 a 1962 la Charles Eliot Norton Lectures a la Universitat Harvard. La seva esposa va morir el 1963 i el 1968 va tornar a casar-se de nou amb la també arquitecta nord-americana Dorothy Davies, i el 1971 anà a viure als Estats Units, ocupant una càtedra a la Universitat d'Illinois, a Chicago, fins al 1978, any en què rep la ciutadanía nord-americana. Des de 1979 va ser assessor tècnic a l'empresa d'arquitectura IDEA Center, amb base a Toronto. Candela guanyà importants premis i és membre de nombroses associacions internacionals d'arquitectura, incloent-hi la presidència de l'Acadèmia Internacional d'Arquitectura el 1992.
Des de llavors Candela va centrar-se més a la part creativa de la seva feina. Participa en projectes com la Ciutat Deportiva de Kuwait, l'estadi Santiago Bernabeu de Madrid, l'Idea Center de Riyadh i Yanbú a l'Aràbia Saudita, així com el Centre Cultural Islàmic de Madrid, una torre d'oficines, també a Riyahd, la Fira de Mostres de Marbella, la Legislatura de Veracruz, el Master Plan de la Universitat Islàmica, la Procuraduria de Xalpa, a Veracruz (Mèxic), etc.
Mentre realitza la seua última obra, L'Oceanogràfic de València, recau en una vella malaltia cardíaca, i torna a Raleigh als Estats Units. Mor a l'Hospital de Duke, Durham (Carolina del Nord), el 7 de desembre de 1997.
Li fou concedida la Medalla d'Or de l'Arquitectura atorgada pel Consell Superior del Col·legis d'Arquitectes d'Espanya l'any 1981.